# Adrián Ramos
Gustavo Adrián Ramos Vásquez (Villa Rica, Cauca, Colombia; 22 de enero de 1986) es un exfutbolista colombiano. Juega en la posición de delantero y actualmente es agente libre.
Fue internacional con la Selección Colombia, con la que disputó una Copa Mundial (Brasil 2014), una Copa América (Argentina 2011), tres eliminatorias mundialistas (hacia Sudáfrica 2010, hacia Brasil 2014 y hacia Rusia 2018).

## Trayectoria

### América de Cali
Debutó con el América de Cali en el Torneo Apertura 2004, a órdenes del entrenador José Alberto Suárez, y marcó su primer gol como profesional en el partido siguiente ante el Junior, dejando así una buena impresión para el equipo y el entrenador. Posteriormente fue cedido al Trujillanos para el Torneo Clausura 2004 y Apertura 2005 de la Primera División de Venezuela, donde tuvo un buen desempeño anotando 16 goles.
Regresó brevemente al América de Cali para el Torneo Finalización 2005 y Apertura 2006, donde marcó algunos goles importantes, aunque no tuvo mucha regularidad. 

Esto despertó el interés de algunos equipos, y la siguiente temporada llegó a Santa Fe, donde se reencontró con Ricardo Gareca, quien fue su entrenador por pocos meses en el América durante algunos partidos del Finalización 2005. Ramos permaneció durante un año en el equipo cardenal, contando con mayor regularidad y marcando pocos goles. 
Para el Torneo Finalización 2007 regresó al América de Cali y logró destacarse durante las temporadas siguientes, convirtiéndose cada vez más en pieza clave para el técnico Diego Edison Umaña, logrando el tercer lugar en el Finalización 2007, siendo subcampeón en el Apertura 2008 y proclamándose campeón del Torneo Finalización 2008, siendo figura del equipo que consiguió el título número 13 para el América del Torneo Colombiano. Ramos fue el goleador de su equipo en el Finalización 2008 con 12 goles y el goleador de los torneos colombianos del 2008 con 21 goles en todo el año, lo que valió el interés de varios equipos europeos. 
En 2009, después de un mal año del América de Cali, pero nuevamente siendo goleador y figura de su equipo, fue transferido al Hertha Berlín de Alemania. De ese modo, Ramos dejó el América tras marcar 39 goles entre el 2007 y el 2009, y un total de 47 goles entre sus tres etapas, después de proclamarse campeón y goleador del equipo americano y convertido en ídolo de la afición escarlata.

### Hertha Berlín

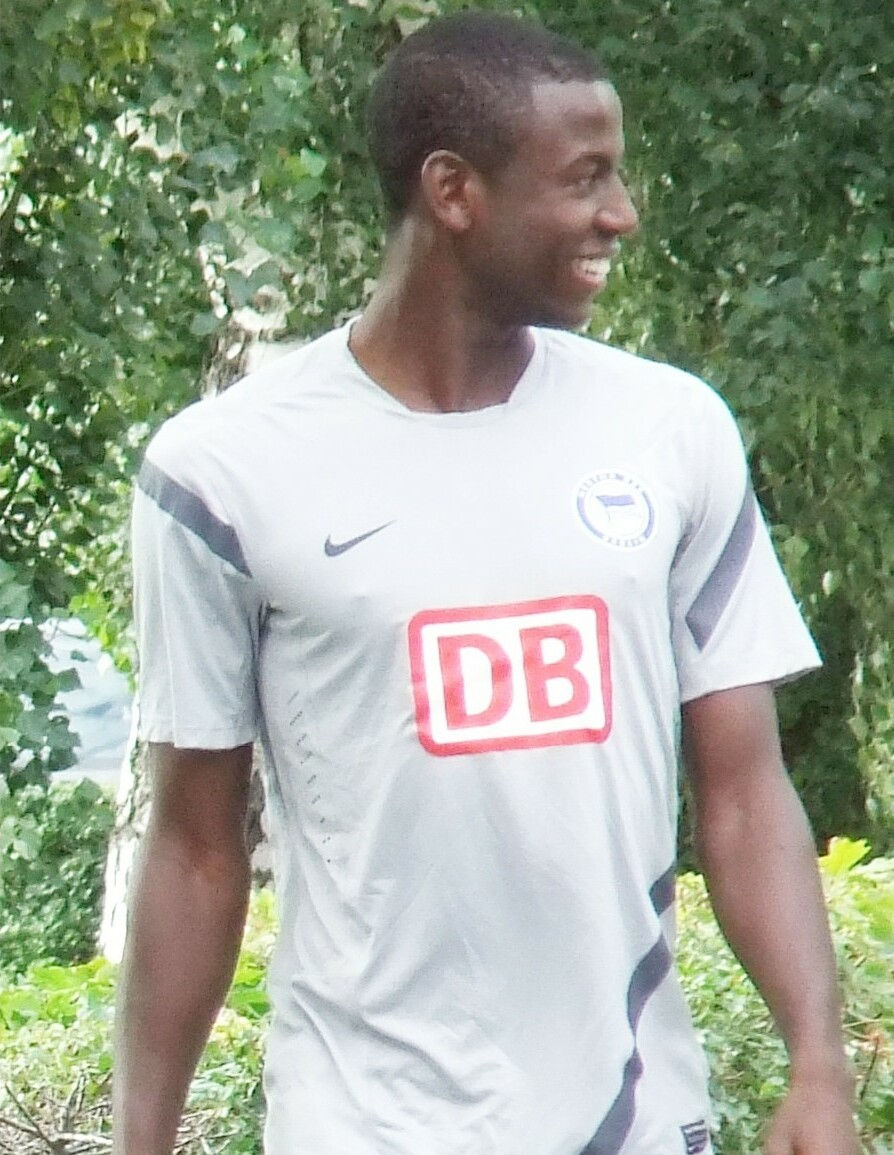
Adrián Ramos entrenando con el Hertha Berlín.

En 2009 fue transferido al Hertha Berlín de Alemania, en el cual jugó durante 5 temporadas, 179 partidos y marcó 68 goles.

En la temporada 2009-10, en su primera temporada en Europa con el Hertha, anotaría 12 goles quedando de máximo goleador de su equipo en la Liga. A pesar de eso, no pudo evitar el descenso del Hertha a la 2. Bundesliga.

En la temporada 2010-11 en segunda división, Ramos se echaría el equipo al hombro y anotaría 17 goles en 35 partidos, quedando de 3° en la tabla de goleadores detrás de Nils Petersen. Para satisfacción de Adrián, el Hertha Berlín ascendería nuevamente a la Primera División luego de terminar líderes.

En la temporada 2011-12, Ramos anotaría 10 goles en 37 partidos con el Hertha Berlín, pero nuevamente el equipo descendería a segunda división. Luego ascenderían nuevamente en la temporada 2012-13 al quedar por nuevamente de líderes y Ramos marcaría 11 goles en 33 partidos (1 gol cada 3 partidos). Con excelentes actuaciones ayudó a que el equipo ascendiera de la Segunda División.

Para la temporada 2013-14, terminó la liga con 16 goles en 32 partidos, logrando la mejor temporada de su carrera, lo que hizo que rápidamente varios equipos importantes se fijaran en él, como el Borussia Dortmund, que llegó a un acuerdo con el Hertha Berlín por el traspaso de Ramos para la temporada 2014-15.

### Borussia Dortmund

#### Temporada 2014-15
El 9 de abril de 2014, el Borussia Dortmund y el Hertha Berlín llegan a un acuerdo para que el jugador colombiano se incorpore a la plantilla del Borussia Dortmund el 1 de julio de 2014, ya que el goleador del equipo, Robert Lewandowski, abandonaría el equipo a final de temporada, pero necesitaban un goleador que lo reemplazara, y luego de la gran temporada de Ramos, el Dortmund lo tendría como el reemplazo ideal para sustituirlo. Ambos clubes acordaron no revelar las modalidades de la transferencia. Debutaría con la camiseta del Dortmund el 3 de agosto de 2014, en un partido amistoso ante el Rapperswil de Suiza, partido que acabaría en goleada por 10-0 y donde Ramos anotaría su primer gol en su debut. Debutaría oficialmente en la victoria de su equipo por 2-0 ante el Bayern Múnich el 13 de agosto de 2014, por la Supercopa de Alemania, Ramos entraría en el segundo tiempo.
Ramos es figura indiscutible con su equipo en la Liga de Campeones de la UEFA, en los pocos minutos que ha tenido ha convertido 3 goles, marcando un doblete frente a Galatasaray y empezando como uno de los goleadores de la temporada 2014.
El 3 de mayo del 2015 por la página web del club se confirma que Adrián Ramos tiene una lesión en uno de sus tobillos por lo que tendría una baja de tres meses, perdiéndose el resto de la temporada y la Copa América 2015 con la Selección Colombia.

#### Temporada 2015-16
Su primer gol en la temporada sería por la fecha tres de la liga marcándole a su exequipo el Hertha Berlín en la victoria 3-1, entrando al minuto 76 y cerrando al minuto 93 la victoria de su equipo.

Marcaría su primer doblete esta temporada el 17 de abril, en la goleada del Borussia 3 a 0 frente al Hamburgo, siendo escogido la figura del partido y en el once ideal de la fecha 30 de la Bundesliga.
Terminaría su segunda temporada en el Dortmund con diez goles en 39 partidos disputados, mejorando mucho su anterior temporada.

#### Temporada 2016-17
Anotaría su primer gol de la temporada el 17 de septiembre en la goleada de su equipo 6 a 0 frente al Darmstadt por la fecha tres de la liga alemana. Volvería a marcar el 22 de octubre en el empate a tres goles como visitantes contra el Ingolstadt.
El 2 de noviembre le da la victoria a su club por la mínima en la cuarta fecha de la Liga de Campeones 2016-17 frente al Sporting de Lisboa clasificando a los octavos de final.
En enero de 2017 le pide a los directivos salir del equipo tras no contar con muchos minutos en el club, aunque el técnico Thomas Tuchel que pidió contar con él en la temporada, aceptó la petición teniendo en cuenta su edad, se despediría del club con 19 goles en 79 partidos jugados. De esta manera Adrián dejó la camiseta del Dortmund tras su llegada en la temporada 2014-2015.

### Granada CF
El Chongqing Lifan pagó 12 millones de euros para quedarse con el futbolista de 31 años y el 20 de enero de 2017 se confirma su cesión al Granada de España para el resto de la temporada. Debuta el 28 de enero en la derrota 2-0 frente al Villarreal jugando los 90 minutos del partido. Sus primeros dos goles los marca el 17 de febrero en la goleada de su club 4 a 1 sobre el Real Betis saliendo como la figura del partido tras el doblete.
Su primer gol de la temporada 2017-18 en la Segunda División de España lo marca el 19 de enero en la victoria dos por 1 sobre el Real Zaragoza. Marca su primer doblete de la temporada el 25 de febrero dándole la victoria a su equipo 2 por 0 sobre AD Alcordón.
Su primer en la temporada 2018-19 lo hace el 2 de septiembre en la victoria 2 por 0 sobre CA Osasuna jugando todo el partido. El 15 de diciembre marca el gol de la victoria por la mínima sobre el Real Oviedo. El 20 de mayo marca el gol de la victoria por la mínima como visitantes ante Albacete Balompié siendo la figura del partido y metiendo a su equipo en el ascenso directo.

### América de Cali (segunda etapa)
Para el año 2020 rescinde contrato con el Granada Club de Fútbol y regresa a Colombia en donde el América de Cali lo contrata llegando en condición libre firmando hasta hasta diciembre de ese mismo año. 
El 22 de diciembre del 2023 se confirma que no continúa en el equipo escarlata para el 2024.
Sin embargo el 4 de enero de 2024 tras negociaciones con la presidenta Marcela Gómez decide renovar su contrato hasta final de año

## Selección Colombia
Con la Selección Colombia hizo parte del equipo que logró el cuarto lugar en la Copa Mundial de Fútbol Sub-17 de 2003, disputada en Finlandia. Con la Selección de mayores disputó un amistoso contra Ecuador en la ciudad de Nueva Jersey, USA.
Su debut en partidos oficiales con la selección fue en la eliminatoria al Mundial de Sudáfrica 2010 contra la Selección de Argentina el 6 de junio de 2009.
El 6 de junio de 2011 fue convocado por el técnico Hernán Darío Gómez para jugar en la Copa América 2011 realizada en Argentina. Durante el torneo, en el primer partido para la selección colombiana, ante Costa Rica el día 2 de julio en Jujuy, Adrián marcó el único y decisivo gol del partido, su actuación lo convirtió en el mejor jugador del partido.
El 13 de mayo de 2014 fue incluido por el entrenador José Pekerman en la lista preliminar de 30 jugadores con miras a la Copa Mundial de Fútbol de 2014. Finalmente, fue seleccionado en la nómina definitiva de 23 jugadores el 2 de junio.
Volvió al gol con la Selección Colombia el 18 de noviembre del 2014 en la victoria 1 - 0 contra la Selección de fútbol de Eslovenia, gracias a un pase de James Rodríguez que le dio la victoria a la tricolor.

### Goles internacionales
| # | Fecha                   | Lugar                                                  | Rival      | Gol | Resultado | Competición                |
| - | ----------------------- | ------------------------------------------------------ | ---------- | --- | --------- | -------------------------- |
| 1 | 14 de octubre de 2009   | Estadio Defensores del Chaco, Asunción, Paraguay       | Paraguay   | 1-0 | 2-0       | Clasificación Mundial 2010 |
| 2 | 27 de julio de 2011     | Estadio 23 de Agosto, San Salvador de Jujuy, Argentina | Costa Rica | 1-0 | 1-0       | Copa América 2011          |
| 3 | 18 de noviembre de 2014 | Estadio Stožice, Liubliana, Eslovenia                  | Eslovenia  | 1-0 | 1-0       | Amistoso internacional     |
| 4 | 26 de marzo de 2015     | Estadio Nacional de Baréin, Riffa, Baréin              | Baréin     | 4-0 | 6-0       | Amistoso internacional     |

### Participaciones enEliminatorias al Mundial
| Eliminatoria                            | Sede del Mundial       | Posición               | Resultado   | PJ | GA | Asis |
| --------------------------------------- | ---------------------- | ---------------------- | ----------- | -- | -- | ---- |
| Eliminatorias Mundial de Sudáfrica 2010 | Sudáfrica              | 7°lugar 23pts          | Eliminado   | 5  | 1  | 0    |
| Eliminatorias Mundial de Brasil 2014    | Brasil                 | 2°lugar 30pts          | Clasificado | 1  | 0  | 0    |
| Eliminatorias Mundial de Rusia 2018     | Rusia                  | 4°lugar 27pts          | Clasificado | 2  | 0  | 0    |
| Total en Eliminatorias                  | Total en Eliminatorias | Total en Eliminatorias | 2/3         | 8  | 1  | 0    |

### Participaciones enCopas América
| Copa América      | Sede      | Resultado        | PJ | GA | Asis |
| ----------------- | --------- | ---------------- | -- | -- | ---- |
| Copa América 2011 | Argentina | Cuartos de final | 4  | 1  | 0    |

### Participaciones enCopas del Mundo
| Mundial                               | Sede                     | Resultado                | PJ | GA | Asis |
| ------------------------------------- | ------------------------ | ------------------------ | -- | -- | ---- |
| Copa Mundial de Fútbol Sub-17 de 2003 | Finlandia                | Cuarto lugar             | 6  | 3  | 0    |
| Mundial de Brasil 2014                | Brasil                   | Cuartos de final         | 3  | 0  | 2    |
| Total en Copas del Mundo              | Total en Copas del Mundo | Total en Copas del Mundo | 9  | 3  | 2    |

## Estadísticas
Actualizado a 10 de diciembre de 2024.
| Club | Div           | Temporada     | Liga  | Liga  | Liga   | Copas nacionales(1) | Copas nacionales(1) | Copas nacionales(1) | Torneos internacionales(2) | Torneos internacionales(2) | Torneos internacionales(2) | Total | Total | Total  | Media goleadora(3) |
| Club | Div           | Temporada     | Part. | Goles | Asist. | Part.               | Goles               | Asist.              | Part.                      | Goles                      | Asist.                     | Part. | Goles | Asist. | Media goleadora(3) |
| --- | ------------- | ------------- | ----- | ----- | ------ | ------------------- | ------------------- | ------------------- | -------------------------- | -------------------------- | -------------------------- | ----- | ----- | ------ | ------------------ |
| América de Cali · Colombia | 1.ª           | 2004          | 7     | 1     | 0      | -                   | -                   | -                   | -                          | -                          | -                          | 7     | 1     | 0      | 0,14               |
| América de Cali · Colombia | 1.ª           | 2005          | 10    | 4     | 0      | -                   | -                   | -                   | -                          | -                          | -                          | 10    | 4     | 0      | 0,40               |
| América de Cali · Colombia | 1.ª           | 2006          | 15    | 3     | 0      | -                   | -                   | -                   | -                          | -                          | -                          | 15    | 3     | 0      | 0,20               |
| América de Cali · Colombia | 1.ª           | 2007          | 10    | 3     | 0      | -                   | -                   | -                   | -                          | -                          | -                          | 10    | 3     | 0      | 0,30               |
| América de Cali · Colombia | 1.ª           | 2008          | 42    | 21    | 0      | -                   | -                   | -                   | 6                          | 2                          | 0                          | 48    | 23    | 0      | 0,47               |
| América de Cali · Colombia | 1.ª           | 2009          | 18    | 13    | 0      | -                   | -                   | -                   | 4                          | 0                          | 1                          | 22    | 13    | 1      | 0,59               |
| América de Cali · Colombia | 1.ª           | 2020          | 18    | 9     | 1      | 1                   | 0                   | 0                   | 3                          | 1                          | 0                          | 22    | 10    | 1      | 0,45               |
| América de Cali · Colombia | 1.ª           | 2021          | 33    | 9     | 3      | 5                   | 3                   | 0                   | 6                          | 3                          | 0                          | 44    | 15    | 3      | 0,34               |
| América de Cali · Colombia | 1.ª           | 2022          | 41    | 11    | 4      | 2                   | 1                   | 1                   | 2                          | 2                          | 2                          | 45    | 14    | 7      | 0,32               |
| América de Cali · Colombia | 1.ª           | 2023          | 41    | 12    | 7      | 2                   | 0                   | 0                   | 0                          | 0                          | 0                          | 43    | 12    | 7      | 0,29               |
| América de Cali · Colombia | 1.ª           | 2024          | 30    | 7     | 1      | 2                   | 0                   | 0                   | 1                          | 0                          | 0                          | 33    | 7     | 1      | 0.21               |
| América de Cali · Colombia | Total club    | Total club    | 254   | 93    | 15     | 12                  | 4                   | 1                   | 22                         | 8                          | 3                          | 310   | 105   | 20     | 0,36               |
| Trujillanos · Venezuela | 1.ª           | 2004-05       | 23    | 8     | 0      | -                   | -                   | -                   | -                          | -                          | -                          | 23    | 8     | 0      | 0,35               |
| Trujillanos · Venezuela | Total club    | Total club    | 23    | 8     | 0      | -                   | -                   | -                   | -                          | -                          | -                          | 23    | 8     | 0      | 0,35               |
| Santa Fe · Colombia | 1.ª           | 2006          | 13    | 3     | 0      | -                   | -                   | -                   | -                          | -                          | -                          | 13    | 3     | 0      | 0,23               |
| Santa Fe · Colombia | 1.ª           | 2007          | 17    | 2     | 0      | -                   | -                   | -                   | -                          | -                          | -                          | 17    | 2     | 0      | 0,11               |
| Santa Fe · Colombia | Total club    | Total club    | 30    | 5     | 0      | -                   | -                   | -                   | -                          | -                          | -                          | 30    | 5     | 0      | 0,16               |
| Hertha Berlín · Alemania | 1.ª           | 2009-10       | 29    | 10    | 5      | 5                   | 2                   | 0                   | 7                          | 0                          | 0                          | 41    | 12    | 5      | 0,29               |
| Hertha Berlín · Alemania | 2.ª           | 2010-11       | 33    | 17    | 10     | 2                   | 2                   | 0                   | -                          | -                          | -                          | 35    | 19    | 10     | 0,54               |
| Hertha Berlín · Alemania | 1.ª           | 2011-12       | 31    | 6     | 5      | 6                   | 4                   | 3                   | -                          | -                          | -                          | 37    | 10    | 8      | 0,27               |
| Hertha Berlín · Alemania | 2.ª           | 2012-13       | 32    | 11    | 9      | 1                   | 0                   | 0                   | -                          | -                          | -                          | 33    | 11    | 9      | 0,33               |
| Hertha Berlín · Alemania | 1.ª           | 2013-14       | 32    | 16    | 6      | 2                   | 0                   | 0                   | -                          | -                          | -                          | 34    | 16    | 6      | 0,47               |
| Hertha Berlín · Alemania | Total club    | Total club    | 157   | 60    | 35     | 16                  | 8                   | 3                   | 7                          | 0                          | 0                          | 179   | 68    | 38     | 0,38               |
| Borussia Dortmund · Alemania | 1.ª           | 2014-15       | 18    | 2     | 2      | 5                   | 1                   | 0                   | 6                          | 3                          | 0                          | 29    | 6     | 2      | 0,20               |
| Borussia Dortmund · Alemania | 1.ª           | 2015-16       | 27    | 9     | 5      | 3                   | 1                   | 1                   | 9                          | 0                          | 0                          | 39    | 10    | 6      | 0,25               |
| Borussia Dortmund · Alemania | 1.ª           | 2016-17       | 7     | 2     | 1      | 3                   | 0                   | 0                   | 1                          | 1                          | 0                          | 11    | 3     | 1      | 0,27               |
| Borussia Dortmund · Alemania | Total club    | Total club    | 52    | 13    | 8      | 11                  | 2                   | 1                   | 16                         | 4                          | 0                          | 79    | 19    | 9      | 0,24               |
| Granada · España | 1.ª           | 2016-17       | 14    | 4     | 1      | -                   | -                   | -                   | -                          | -                          | -                          | 14    | 4     | 1      | 0.28               |
| Granada · España | 2.ª           | 2017-18       | 26    | 4     | 0      | 1                   | 0                   | 0                   | -                          | -                          | -                          | 27    | 4     | 0      | 0.14               |
| Granada · España | 2.ª           | 2018-19       | 36    | 6     | 4      | 0                   | 0                   | 0                   | -                          | -                          | -                          | 36    | 6     | 4      | 0.16               |
| Granada · España | 1.ª           | 2019-20       | 6     | 0     | 0      | 1                   | 2                   | -                   | -                          | -                          | -                          | 7     | 2     | 0      | 0.29               |
| Granada · España | Total club    | Total club    | 82    | 14    | 5      | 2                   | 2                   | 0                   | -                          | -                          | -                          | 84    | 16    | 5      | 0,19               |
| Total carrera | Total carrera | Total carrera | 597   | 193   | 64     | 41                  | 16                  | 5                   | 45                         | 12                         | 3                          | 682   | 221   | 72     | 0,32               |
| (1) Información actualizada hasta el último partido jugado el 27 de diciembre de 2020. (2) Incluye datos de la DFB Pokal (2009-13) y Playoff ascenso/permanencia (2011). (3) Incluye datos de la Liga Europea de la UEFA (2009-10), Copa Sudamericana 2008, Copa Libertadores 2009. (4) Media de goles por encuentro. No incluye goles en partidos amistosos. |               |               |       |       |        |                     |                     |                     |                            |                            |                            |       |       |        |                    |

Fuente: ESPN, Footballdatabase, Fichajes.com y Ceroacero.es

### Resumen estadístico goles a nivel profesional
Actualizado a 10 de diciembre de 2024.
| Competición           | Partidos | Goles | Promedio |
| --------------------- | -------- | ----- | -------- |
| Ligas Nacionales      | 597      | 193   | 0,32     |
| Copas nacionales      | 39       | 16    | 0,43     |
| Copa Internacionales  | 45       | 12    | 0.27     |
| Selección de Colombia | 36       | 4     | 0,11     |
| Total en su carrera   | 717      | 225   | 0,31     |

## Palmarés

### Torneos nacionales
| Título                | Equipo            | País     | Año     |
| --------------------- | ----------------- | -------- | ------- |
| Torneo Finalización   | América de Cali   | Colombia | 2008    |
| 2. Bundesliga         | Hertha Berlín     | Alemania | 2010-11 |
| 2. Bundesliga         | Hertha Berlín     | Alemania | 2012-13 |
| Supercopa de Alemania | Borussia Dortmund | Alemania | 2014    |
| Campeonato colombiano | América de Cali   | Colombia | 2020    |